# Ich war ein häßliches Mädchen
Ich war ein häßliches Mädchen ist eine deutsche Liebeskomödie von Wolfgang Liebeneiner aus dem Jahre 1955. Die Titelrolle spielt Sonja Ziemann, ihre beiden Filmpartner sind Dieter Borsche und Karlheinz Böhm. Der Geschichte lag der gleichnamige Roman von Annemarie Selinko zugrunde.

## Handlung
Anneliese Howald findet sich nicht nur hässlich, sie tut auch alles dafür, dass dies jedermann glaubt. Als sich eines Abends während einer Soirée mal wieder kein Mensch für sie zu interessieren scheint, bemerkt dies der aufmerksame Schauspieler und Theaterautor Claudio Pauls und verspricht Anneliese, aus dem „hässlichen Entlein“ einen strahlend schönen Schwan zu machen. Er kümmert sich zunächst darum, dass Anneliese so etwas wie einen „guten Modegeschmack“ entwickelt und verschafft ihr daher eine Anstellung in einem Modegeschäft. Anschließend muss sie einen exklusiven Schönheitssalon besuchen und wird makeup-technisch „grunderneuert“.
Bald ist es geschafft, und Anneliese ist kein hässliches Mädchen mehr. Im Gegenteil: Nun drehen sich die Männer nach ihr um, und auch der wohlhabende Sohn eines Bankiers, Thomas von Bley, beginnt sich sehr für die erblühte Schönheit zu interessieren. Es gelingt ihm, die Frau seiner Träume zu einer gemeinsamen Urlaubsreise zu überreden. Doch bei all dem Trubel bemerkt Anneliese, dass sie eigentlich schon immer nur Claudio geliebt hatte und nur mit ihm zusammen sein möchte. Als sie nach einer Blinddarmoperation, noch halb in Narkose, immer wieder seinen Namen ruft, erkennt auch der Künstler, wie wichtig ihm das einst vorgeblich „hässliche Mädchen“ geworden ist.

## Produktionsnotizen
Ich war ein häßliches Mädchen wurde im Frühling 1955 in den CCC-Studios von Berlin-Spandau sowie in Garmisch-Partenkirchen, Eibsee und Grainau (Außenaufnahmen) gedreht und am 25. August 1955 in Duisburg uraufgeführt. Am 21. Oktober desselben Jahres war die Berliner Premiere.
Produzent Heinrich Jonen und Herbert Junghanns übernahmen die Produktionsleitung. Mathias Matthies und seine Frau Ellen Schmidt gestalteten die Filmbauten. Es sang Evelyn Künneke.

## Kritiken
In Curt Riess’ Das gibt’s nur einmal ist zu lesen: „Und wer spielt das häßliche Mädchen? Sonja Ziemann. Wie macht sie so etwas? Großartig! Sie ist besonders lustig, besonders charmant als das junge Ding, das so gar nicht weiß, wie man sich zurechtmacht, sich anzieht, nur Mißerfolge hat, bis bei ihr plötzlich, weil sie sich in einen Filmstar verliebt, der Groschen fällt, bis sie sich innerhalb weniger Tage in ein reizendes junges Geschöpf verwandelt, dem alle Männer nachlaufen“.
Im Filmdienst heißt es: „Schwerfällige Liebeskomödie; ohne Charme und Ideen inszeniert.“